# 스탠리 피셔
스탠리 피셔(Stanley Fischer, 1943년 10월 15일 ~ 2025년 5월 31일)는 이스라엘, 미국의 경제학자이자, 미국 연방준비제도 부의장이었다.

## 생애
스탠리 피셔는 북로디지아(지금의 잠비아) 마자부카의 유대인 가정에서 태어났다. 피셔가 13살 때 피셔의 가족은 남로디지아로 이주했다.

## 은행 경력
1988년 1월부터 1990년 8월까지 세계은행 부총재를 역임했다.